# Nephodia furiata
Nephodia furiata är en fjärilsart som beskrevs av Felder 1874. Nephodia furiata ingår i släktet Nephodia och familjen mätare. Inga underarter finns listade i Catalogue of Life.